# Mji Mpya (Moshi)
Mji Mpya ist ein Verwaltungsbezirk (Ward) des Distrikts Moshi (MC) in der tansanischen Region Kilimandscharo.

## Geografie
Mji Mpya liegt im Nordosten von Tansania, im Osten der Regionshauptstadt Moshi. Der schmale Bezirk wird im Osten vom Fluss Rau und im Norden von der Taifa Road begrenzt.
Obwohl die Grenze im Norden nur kurz ist, grenzen hier die drei Bezirke Mfumuni, Rau und Kiboriloni an. Im Osten liegt Msaranga, im Süden Old Moshi Magharibi aus dem Bezirk Moshi und im Westen Miembeni und Majengo. Bei der Volkszählung 2022 lebten 16.582 Menschen in 5082 Haushalten auf einer Fläche von 2,2 Quadratkilometern.

## Gliederung
Der Bezirk besteht aus vier Stadtteilen (Mtaa):
- Kwa Komba
- Kwa Mtei
- Langoni
- Sokoni

## Wirtschaft und Infrastruktur
- Bildung: Die Mji Mpya Secondary School ist eine staatliche weiterführende Schule, die über 300 Mädchen und Burschen bis zur 4. Stufe ausbildet.[8]
- Gesundheit: Die staatliche Apotheke in Mji Mpya bietet unter anderem Ernährungsberatung, Malariadiagnose und -behandlung, HIV/AIDS-Prävention und Gesundheitsfürsorge für Kinder an.[9]